# ISO 3166-2:DE
ISO 3166-2:DE è uno standard ISO che definisce i codici geografici della Germania ed è un sottogruppo del codice ISO 3166-2.
Tali codici sono stati assegnati alle sedici Stati federati (Länder) del paese e sono formati dalla sigla DE-, seguita da due lettere.

## Lista dei codici
| Codice | Land                             |
| ------ | -------------------------------- |
| DE-BW  | Baden-Württemberg                |
| DE-BY  | Baviera                          |
| DE-BE  | Berlino                          |
| DE-BB  | Brandeburgo                      |
| DE-HB  | Brema                            |
| DE-HH  | Amburgo                          |
| DE-HE  | Assia                            |
| DE-MV  | Meclemburgo-Pomerania Anteriore  |
| DE-NI  | Bassa Sassonia                   |
| DE-NW  | Renania Settentrionale-Vestfalia |
| DE-RP  | Renania-Palatinato               |
| DE-SL  | Saarland                         |
| DE-SN  | Sassonia                         |
| DE-ST  | Sassonia-Anhalt                  |
| DE-SH  | Schleswig-Holstein               |
| DE-TH  | Turingia                         |